# Puerto Soledad
Puerto Soledad (nome em espanhol), Port Louis (nome oficial em inglês) é um assentamento localizado nas Ilhas Malvinas/Falklands. 

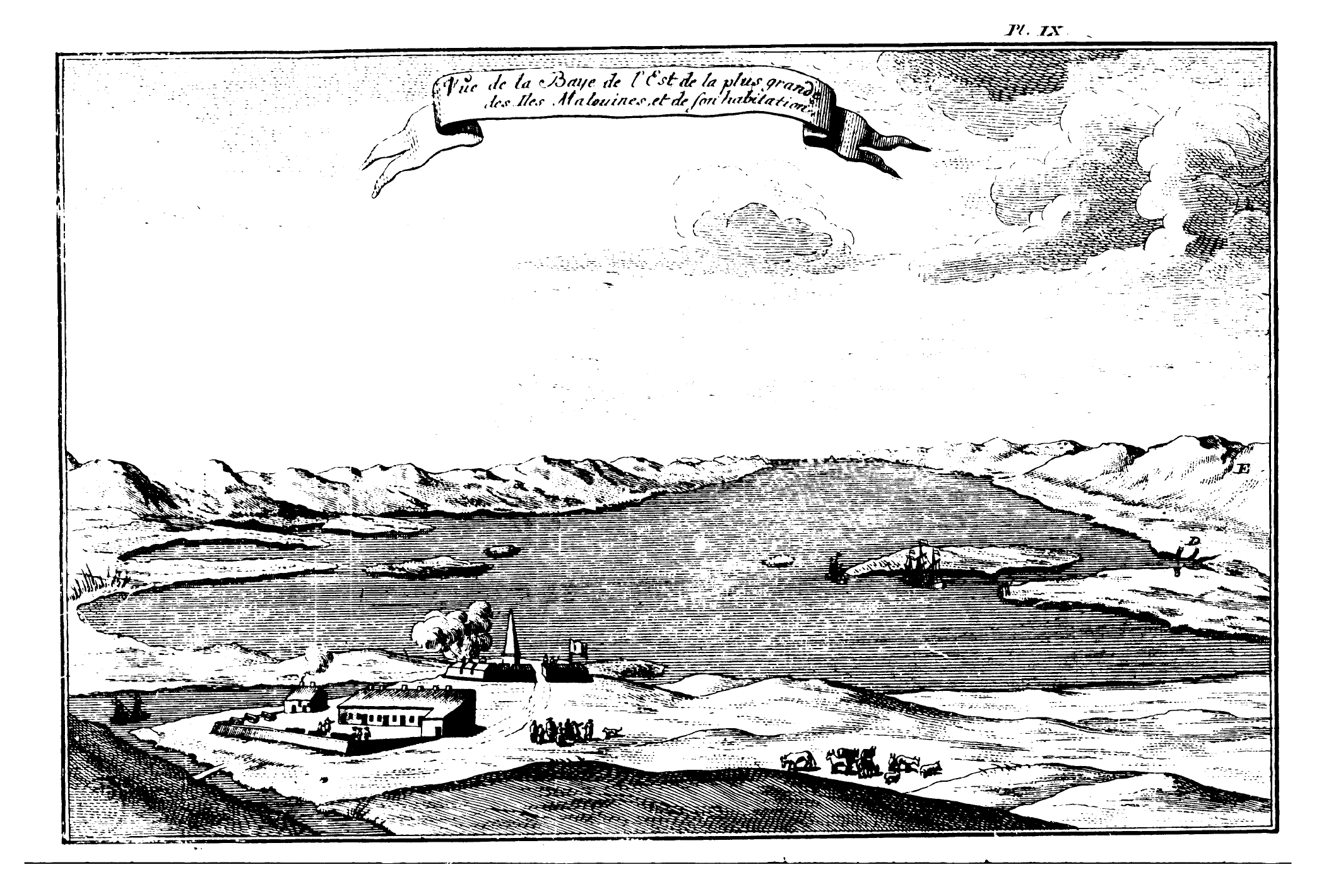
Representação de Port Saint Louis ou Puerto Soledad (Porto Solidão). Dom Pernety, 1769.

Foi fundado por Louis Antoine de Bougainville em 1764 como Port Saint Louis, como a primeira instalação estável nas ilhas, mas logo foi transferido para o Império Espanhol em 1767, que passou a designá-lo como Puerto de Nuestra Señora de la Soledad, e depois Puerto Soledad pela Argentina, atualmente chama-se Port Louis, fica localizado no nordeste da Malvina Oriental (Isla Soledad/East Falkland). .
Em 1831 foi atacado pelo capitão Silas Duncan após a apreensão de três baleeiros norte-americanos. No ataque foram feito prisioneiros que foram posteriormente entregues ao governo da Argentina.